# Wolfgang Ohmer
Wolfgang Ohmer (* 26. März 1957 in Roßwein) ist ein deutscher Musiker, Komponist und ein Pionier des Musikinstrumentes Handpan.
Der in Berlin lebende Musiker tritt häufig mit seiner Band Klangart auf. Die Anzahl aller Streams der 64 über den Musik-Vermarkter 7us media Group GmbH veröffentlichten Werke beträgt über 35 Millionen (Stand: 17. Februar 2025). Meistgestreamt wurden die Titel Equinox (9,6 Mio.) und Las Campanas (4,5 Mio.).

## Werdegang
Von J.S. Bachs und Jimi Hendrix’ Musik gleichermaßen begeistert, lernte Ohmer in seiner Jugend Gitarre und sammelte Spielerfahrung in verschiedenen Bands. Später interessierte er sich für Folk und Weltmusik.
Mit der türkischen Sängerin Nilay hatte er eine erste interkulturelle Zusammenarbeit. 2003 gründete er die die Ethno-Popgruppe La Messia. Parallel arbeitete mit der Sängerin Eva Kyselka an der CD Der Dinge Sinn und veröffentlichte gemeinsam mit der tunesischen Sängerin Chiha 2007 die CD Mystic Bridges, die in Deutschland und Japan veröffentlicht wurde.
Seit Ohmer 2011 das Musikinstrument Hang entdeckte, stehen Hang- und Handpanklänge im Vordergrund seiner Kompositionsarbeit. Mit seiner Gruppe Klangart spielt er seine Handpan-Werke auch live. Begleiten lässt er sich dabei von den Musikern wie Peter Stein (Gitarre, Handpan) und Bhavani Benninghoven (Harfe), die auch bei einigen seiner Aufnahmen mitwirkten.
Aufgrund der Nachfrage nach Handpan-Musik bietet das Musikhaus Thomann eine virtuelle Handpan zum Download an, an deren Entwicklung Ohmer beteiligt war.

## Veröffentlichungen
Ohmers 2015 veröffentlichtes erstes Album Hang Magic war wenig erfolgreich. 2016 veröffentlichte er mit größerem Erfolg Sonic Blue - Ambient Hang Music (7Jazz, 2022). Seine vier Alben sind ausschließlich digital erhältlich. Zuletzt erschienen Ethera (2021) und Handpan Sky (2024).